# 데멧 에브가르

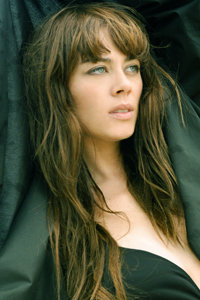

데멧 에브가르(Demet Evgar, 1980년 5월 19일 ~ )는 튀르키예의 배우이다.
마니사에서 태어났다.

## 영화
- 아일레 아라슨다 (2017년)
- 배드 캣 (2016년)
- 금으로 물든 저녁 (2013년)
- 아이 소우 더 선 (2009년)
- 깨어진 영혼 (2006년)